# 红衣坊
《红衣坊》（原名红帮裁缝）是于2005年8月在上海车墩影视基地拍摄的一部电视剧。该剧以1930年代大上海商界风云为背景，主要描写了服装老字号店“同义昌”等红帮裁缝与上海黑帮势力、大资本家、日本人之间的种种恩怨与冲突。本剧共32集（DVD版本），分为童年篇（1-2集）、青少年篇（3-8集）、青年篇（9-19集）、中壮年篇（20-32集）。
2006年作为中央电视台CCTV-1频道的开年电视剧首播。2008年4月1日在湖北卫视播出，为全国省级卫视中的第一次。

## 主创名单
- 出品公司：中视传媒股份有限公司世邦文化发展有限公司
- 制片人：谭湘江陈晓旭
- 监　制：郝彤
- 策　划：刘涓郝光关小红
- 责任编辑：谭洁
- 责任制片：李长江
- 执行制片人：王晓斌郝光
- 编　剧：力虹简宁李滟真
- 剧本统筹：陈颖和小江马魁
- 摄影指导：刘江
- 美　术：全荣哲
- 录　音：张晓南
- 制片主任：闵耀章
- 导　演：苏舟金舸

## 演员名单
- 潘粤明饰张天云
- 吴　军饰汪仁昌
- 董　洁饰川上洋子
- 孙　宁饰莫君兰
- 朱　虹饰赵雪茗
- 矢野浩二饰川上正雄
- 张先衡饰赵儒甫
- 三浦研一饰川上介之助
- 高兰村饰张方景
- 李克纯饰王广慧
- 王卫国饰毛裕和
- 侯长荣饰王运通
- 蒋昌义饰顾维南
- 朱来成饰阿祥
- 刘磊饰徐芳洲
- 郭金饰夏芸
- 黄达亮饰徐广山
- 山鹰饰亨利–霍克斯
- 栾健饰徐春阳
- 夏志祥饰老丁
- 闵耀章饰老钱
- 成霖饰幸一
- 毕鑫海饰少年天云
- 王将饰少年仁昌
- 李建峰饰阿庄
- 刘辛格饰阿孝
- 曹哲饰金发
- 丁丁饰郝小姐
- 王国京饰马老板
- 冯其孝饰警察局长
- 王伯昭饰马先生
- 关晓彤饰少年雪茗
- Rantanen饰Toni Knistian 杰克

## 与现实的差异
- 电视剧：剧中主角讨厌做小裁缝。
- 现实：红帮裁缝始终强调平等、职业没有贵贱之分。
- 电视剧：剧中主角在花园洋房居住。
- 现实：红帮裁缝一向都勤俭持家，经理住的都是阁楼。
- 电视剧：主人公兄弟二人多次以欺诈的手段获得商业胜利。
- 现实：红帮裁缝向来以诚信为本。
- 电视剧：宁波同乡会会长是卖国贼。
- 现实：红帮裁缝都是爱国人士。[2]

## 外部連結
- 互联网电影数据库（IMDb）上《红衣坊》的资料（英文）
- 豆瓣电影上《红衣坊》的資料 （简体中文）